# 1698
Cette page concerne l'année 1698  du calendrier grégorien.
L'année 1698 est une année commune qui commence un mercredi.

## Événements
- 17 février : les Moghols prennent Gingee (Jinji) après huit ans de siège[1]. Rajaram, le souverain Chhatrapati, retourne à Satârâ qui est assiégé pendant deux ans.

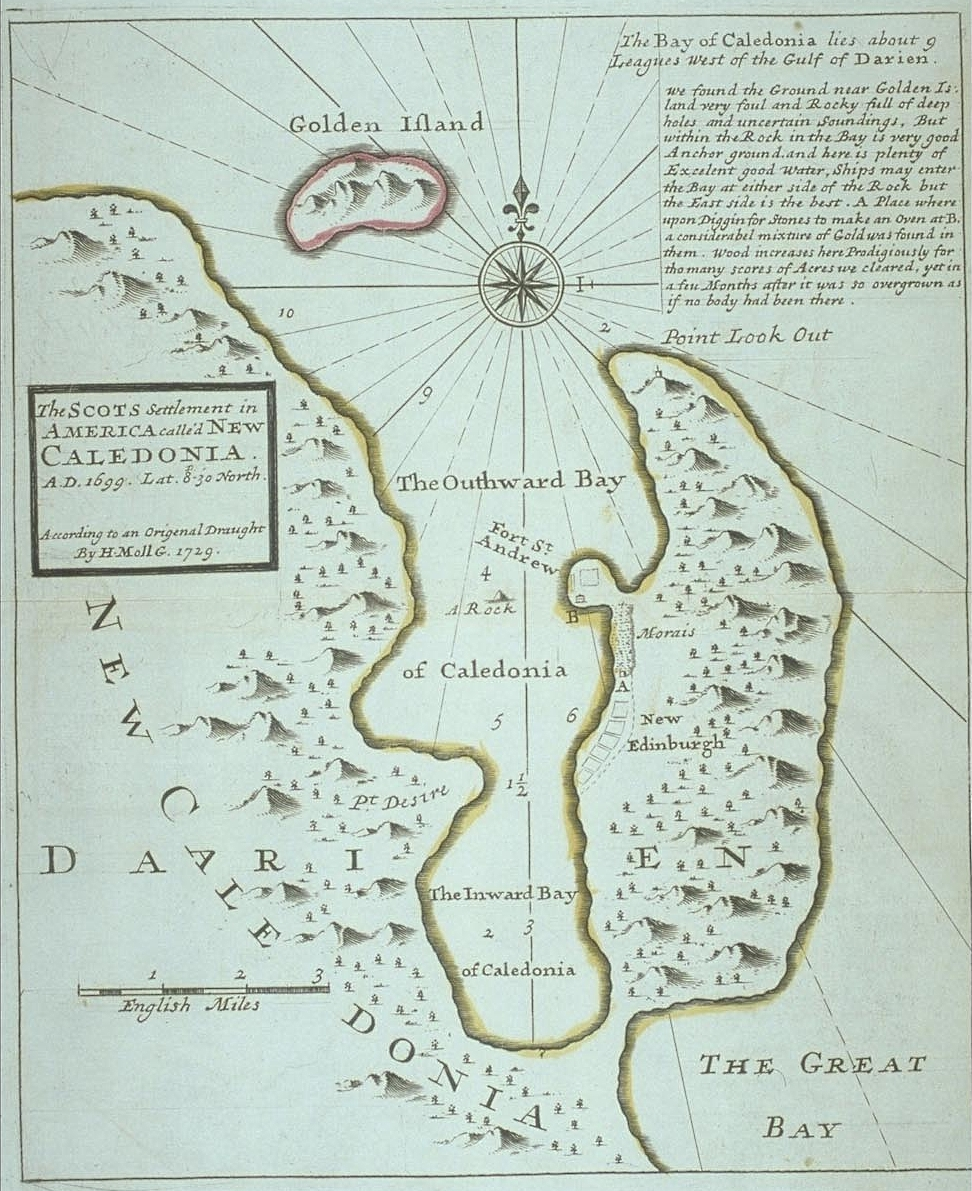
2 novembre : arrivée des colons du projet Darién dans la baie de Calédonie.

- 26 juillet, Leith : départ des premiers colons écossais vers Panama (projet Darién)[2]. L'expédition atteint la côte de Darién le 2 novembre. Face aux maladies et aux difficultés de ravitaillement, aux dissensions internes, au manque de soutien de la couronne et au bruit que les Espagnols se préparent à les déloger, 300 survivants sur 1200 quittent la colonie le 20 juin 1699. Une seconde puis une troisième expédition, arrivées le 30 novembre 1699, échouent elles aussi face à l'hostilité des Espagnols. Les survivants abandonnent le Darién le 11 avril 1700[3].
- 20 août : règlement pour le commerce et la navigation des colonies françaises de l’Amérique[4].
- 12 septembre : établissement de la compagnie de Saint-Domingue[5].

- 10 novembre : la East India Company (Compagnie anglaise des Indes orientales) acquiert, sur le site où Job Charnock avait fondé une factorerie en 1690, les droits sur trois villages - Sutanati, Kolkata et Gobindapur - qu'elle réunit pour fonder Calcutta[6].
- 28 novembre : mort de Frontenac. Louis-Hector de Callière Bonnevue devient gouverneur de la Nouvelle-France par intérim ; son poste est confirmé par le roi de France le 20 avril 1699[7].
- 13 décembre : les Omanais prennent le fort Jésus à Mombasa aux Portugais, assiégée depuis le 13 mars 1696[8], puis étendent peu à peu leur domination sur Zanzibar et les villes du sud de la côte de Zandj. Les Portugais sont refoulés sur le Mozambique.

- Les Portugais abandonnent le Karanga (petit Monomotapa) après deux siècles de présence[9].

- Saïgon est érigée en préfecture par les Nguyễn de Hué[10].

- Brésil : la bandeira du Pauliste Bartolomeu Bueno de Siqueira (1698-1699) découvre les premiers gros gisements aurifères dans la région située au-delà de la Serra da Mantiqueira[11]. D’autres découvertes suivent. La région prend le nom de Minas Gerais. L’or se trouve soit en pépites, soit en poudre et on l’extrait par orpaillage. 735 kilos d’or sont envoyés en Europe en 1699, 1735 kilos en 1701[12]. L’État prend 20 % de la production (quinto) jusqu’en 1732.

### Europe
- 4 janvier :
  - incendie du palais de Whitehall à Londres[13].
  - les troupes françaises de Vendôme évacuent Barcelone[14].
- 23 janvier : mort d'Ernest-Auguste de Brunswick-Lunebourg. George de Hanovre devient électeur de Hanovre (futur George Ier de Grande-Bretagne)[15].
- 11 février : traité d'alliance entre les États-Généraux et la Suède[16].

- 18 mars (8 mars du calendrier julien) : fondation de la Society for the Promotion of Christian Knowledge (SPCK)[17], qui s’attache à construire des écoles de charité à Londres et dans les comtés grâce aux fonds provenant des taxes pour les pauvres (Poor Laws).
- 24 mars : traité d'alliance entre le Danemark et la Pologne[16].

- 4 mai : traité d'Alliance entre les États-Généraux, la Grande-Bretagne et la Suède[16].

- 6 juin, Russie : révolte des streltsy (mousquetaires) contre Pierre le Grand. Ils marchent sur Moscou avec l'intention de placer sur le trône la régente Sophia ; ils sont battus le 18 juin[18].
- 26 juin : le tsar de Russie Pierre Ier arrive à Vienne avec la Grande Ambassade[19].

- 9 juillet : traité d'amitié de Stockholm entre la France et la Suède[16].
- 16 juillet : traité d'alliance entre le Danemark et la Russie[16].
- 10 - 13 août : entrevue de Rawa entre Pierre Ier de Russie et Auguste II de Pologne[20]. Préliminaire d’une alliance contre la Suède.
- 30 août - 21 septembre : camp de Compiègne, où l’armée française se déploie devant la Cour, pour montrer que le pays n’est pas épuisé par la guerre[21].

- 4 septembre (25 août du calendrier julien) : Pierre le Grand rentre précipitamment à Moscou à la suite de la révolte des streltsy[19].
- 6 septembre, Russie : Pierre le Grand réunit les boyards et leur enjoint de couper leurs barbes[22]. Peu après le 11 septembre (1er septembre du calendrier julien), un oukase impose une taxe sur le port la barbe, sauf pour les membres du clergé et des paysans[23].
- 9 - 10 septembre : victoire des Polonais de l’hetman Félix Potocki à Podhajié sur les Tatars[24].

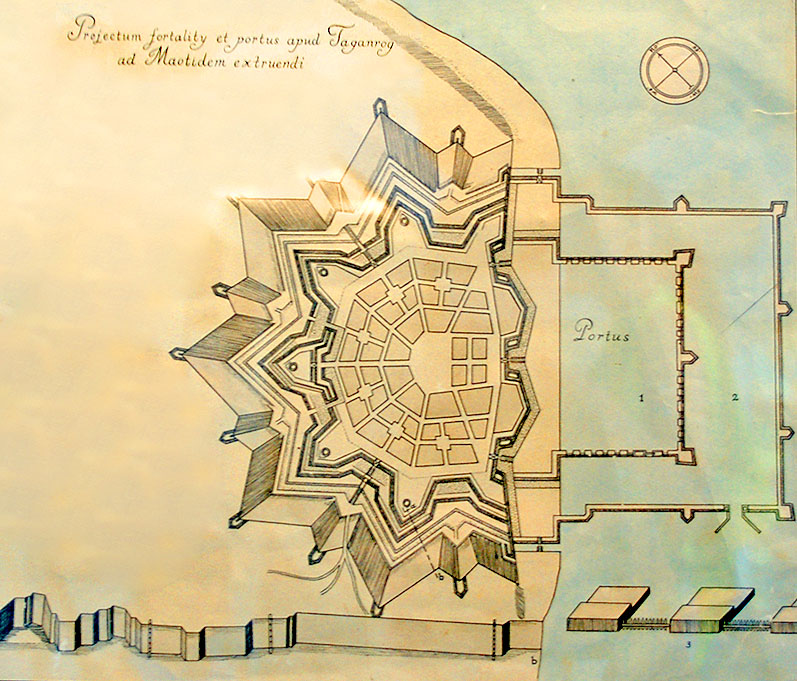
12 septembre : fondation de Taganrog.

- 12 septembre : fondation officielle du port de Taganrog par Pierre le Grand[25].

- 2 octobre (23 septembre du calendrier julien) : la tsarine Eudoxie, accusée d’avoir été mêlée au complot des streltsy, est répudiée et exilée au cloître de l’Intercession, à Souzdal ; elle prend le voile en juin 1699 sous le nom de sœur Hélène[23].

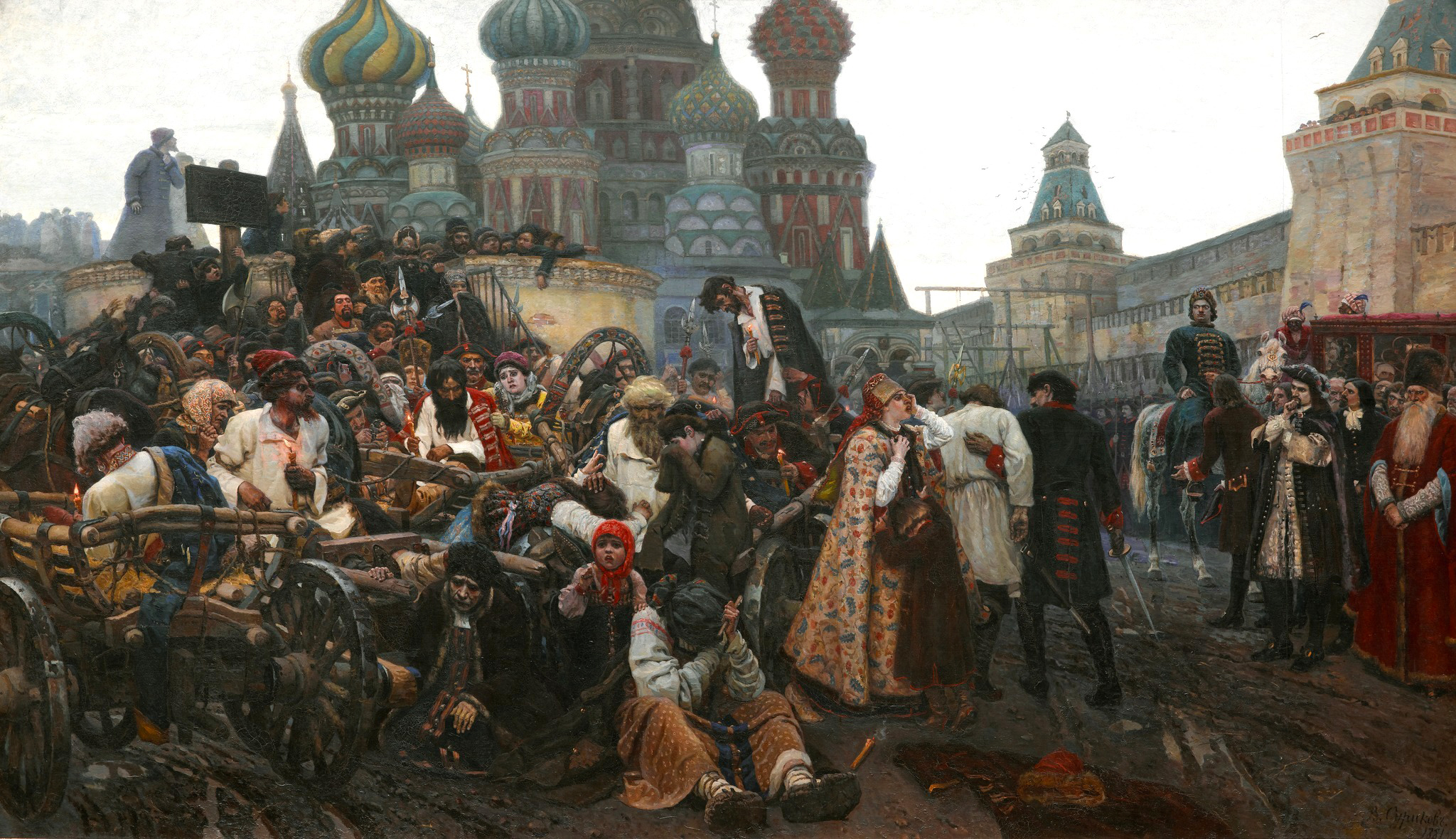
Octobre : exécution des streltsy sur la place Rouge, toile de Sourikov

- 10 - 31 octobre : le tsar Pierre le Grand fait exécuter massivement les « streltsy », un corps d'arquebusiers devenu dangereux pour le pouvoir qui est dissout[26].
- 11 octobre : traité de La Haye pour le partage de la succession d’Espagne entre la France, l’Angleterre et les Provinces-Unies[27].
- 17 octobre (7 octobre du calendrier julien) : synode d'Alba Iulia. Le métropolite roumain d'Alba Iulia Atanasie Anghel (ro) et 38 archiprêtres font acte de soumission au pontife romain. L’Église Uniate de Transylvanie est née, fondée sur la liturgie traditionnelle en slavon[28].
- Octobre, Dresde : Johann Reinhold von Patkul devient conseiller privé d’Auguste II de Pologne. En 1692, comme porte-parole de la noblesse livonienne contre la domination suédoise, il propose un partage de la Livonie entre la Pologne et la Russie. Condamné à mort par les Suédois en décembre 1694, il leur échappe et devient le conseiller d’Auguste II de Pologne puis de Pierre le Grand. Il se trouve à l’origine de la guerre du Nord. Livré à Charles XII de Suède au traité d'Altranstädt, il sera exécuté en 1707[29].

- 13 novembre : début du congrès de paix de Sremski Karlovci entre l'Empire ottoman et la Sainte Ligue (fin le 26 janvier 1699)[30].
- 14 novembre : testament de Charles II d'Espagne en faveur du jeune prince-électeur de Bavière, son neveu Ferdinand-Joseph[31]. Le prince-électeur de Bavière aurait l’Espagne, les Indes, la Sardaigne et les Pays-Bas. Le dauphin de France Louis recevrait Naples, la Sicile et le Guipuscoa (pays basque). L’archiduc Charles, fils cadet de l’empereur Léopold Ier, gagnerait le Milanais (11 octobre).
- 22 décembre : convention de limite entre le roi de Suède, comme duc de Poméranie, et l'électeur de Brandebourg[16].

- La capitale de la Valachie est transférée définitivement de Târgoviște à Bucarest[32].

## Naissances en 1698
- 16 février : Johann Elias Ridinger, peintre, graveur, dessinateur et éditeur allemand († 10 avril 1767).
- 1er mai : Francesco Robba, sculpteur italien de la période baroque († 24 janvier 1757).
- 8 mai : Henry Baker, naturaliste anglais († 8 mai 1774).
- 22 mai : William Beauclerk, officier et homme politique anglais († 23 février 1773).
- 7 juillet : Pierre Louis Maupertuis, mathématicien et astronome français († 27 juillet 1759).
- 24 août : Erik Pontoppidan, théologien et zoologiste danois († 20 décembre 1764).
- 13 octobre : Giacomo Ceruti, peintre baroque italien († 28 août 1767).
- 20 octobre : Carlo Borsetti, peintre italien († 1760).
- 28 novembre : Charlotta Frölich, historienne suédoise († 21 juillet 1770).
- Date précise inconnue : Jacopo Nani, peintre du baroque tardif (rococo) italien († 1755).

## Décès en 1698
- 10 janvier : Louis-Sébastien Le Nain de Tillemont, prêtre catholique et historien français (° 30 novembre 1632).

- 4 mai : Minyekyawdin, roi birman de la dynastie Taungû (° avril 1651).
- 19 mai : Vere Fane, 5e comte de Westmorland et pair anglais, membre de la Chambre des lords (° 25 mai 1678).

- 14 juin : Gerrit Berckheyde, peintre hollandais (° 30 juin 1638).
- 5 août : Jean-Philippe Bettendorff, jésuite luxembourgeois, missionnaire et peintre naturalisé brésilien (° 25 août 1625).
- 6 septembre : Johann Karl Loth, peintre baroque allemand (° 8 août 1632).
- 21 septembre : Catherine Girardon, peintre française (° 12 décembre 1630).

- 28 novembre : Louis de Buade de Frontenac, militaire et administrateur français (° 12 mai 1622).

- Date précise inconnue : Francesco Barbieri, peintre baroque italien (° 1623).